# Elezioni politiche in Italia del 1886
Le elezioni politiche in Italia del 1886 si sono svolte il 23 maggio (1º turno) e il 30 maggio (ballottaggi) 1886.

## Risultati
| Liste                      | Voti      | %    | Seggi |
| -------------------------- | --------- | ---- | ----- |
| Ministeriali               |           | 57.5 | 292   |
| Opposizione costituzionale |           | 27.9 | 142   |
| Estrema radicale           |           | 8.8  | 45    |
| Dissidenti di sinistra     |           | 5.8  | 26    |
| Totale                     | 1.415.801 | 100  |       |
| Schede bianche/nulle       | 16.729    |      |       |
| Votanti                    | 1.415.801 | 58,5 |       |
| Elettori                   | 2.420.317 |      |       |